# Już drogę znasz
Już drogę znasz – trzeci singel Grażyny Łobaszewskiej promujący album studyjny wydany w 2012 r. pt. "Przepływamy". Muzykę do utworu skomponował Darek Janus, a słowa napisała Magdalena Węgrzyn.

## Notowania
| Lista (2012)                       | Najwyższa pozycja |
| ---------------------------------- | ----------------- |
| Lista Przebojów Programu Trzeciego | 22                |
| Szczecińska Lista Przebojów        | 3                 |